# Aurio Tomicich
Aurio Tomicich (Trieste, 12 febbraio 1947 – Roma, 17 dicembre 2009) è stato un basso italiano.

## Carriera
Vincitore di una delle edizioni del concorso di canto "Adriano Belli" al Teatro lirico sperimentale di Spoleto, proprio a Spoleto debuttò come Fiesco in Simon Boccanegra; in seguito la sua carriera si sviluppò portandolo a cantare in numerosi teatri come l'Opera di Roma, il Teatro Carlo Felice di Genova, il Teatro Massimo Vincenzo Bellini di Catania, il Regio di Torino, il Teatro Massimo di Palermo, il Filarmonico di Verona, Teatro la Fenice di Venezia, il Teatro Petruzzelli di Bari, il Teatro Regio di Parma, e all'estero all'Opéra Bastille, all'Opéra-Comique e al Théâtre du Châtelet di Parigi, all'Opéra di Montpellier, all'Opéra di Saint-Étienne, al Grand Théâtre di Ginevra, alla Zarzuela di Madrid, al Liceu di Barcellona, al Teatro Guimerà di Santa Cruz de Tenerife, al Concertgebouw di Amsterdam, all'Opera di Utrecht, al County Museum di Los Angeles, al Bellas Artes di Città del Messico, all'Opera di Francoforte, al Semperoper di Dresda.
Partecipò altresì al Festival dei Due Mondi di Spoleto, al Festival di Charleston (USA), al Festival di Santander in Spagna, al Karnternfestival in Carinzia (Austria) e al Festival d'Automne di Parigi.
A lui è intitolato il "Premio Aurio Tomicich per la migliore voce di basso" organizzato dal Viotti Festival

## Musica contemporanea
Aurio Tomicich è stato uno dei pochi artisti lirici novecenteschi ad aver sempre dedicato nella sua carriera molto spazio alla musica contemporanea.
Ebbe in repertorio ruoli quali Niceros e Eumolpus del Satyricon di Bruno Maderna, Racine di Fedra e Le divin Marquis di La passion selon Sade di Sylvano Bussotti, nonché altri ruoli in opere di Luciano Berio, Benjamin Britten, Franco Donatoni, Mauricio Kagel, Luigi Nono, Francesco Pennisi ed altri. Inoltre interpretò numerosi ruoli in prima esecuzione assoluta, contribuendo assieme ai compositori alla loro creazione (opere liriche e cameristiche di Philippe Fénelon, Sandro Gorli, Claudio Lugo, Gabriel Maldonado, Flavio Colusso, Marcello Panni, Irma Ravinale, Alessandro Sbordoni). In questo contesto, collaborò con importanti organismi di produzione musicale contemporanea quali l'Ensemble Intercontemporain (diretto da Peter Eötvös), il Gruppo Italiano di Musica Contemporanea (diretto da Mario Ruffini), il Bussottioperaballet (diretto da Sylvano Bussotti), il Divertimento Ensemble (diretto da Sandro Gorli), l'Accademia Filarmonica Romana, l'Associazione Nuova Consonanza.
Un capitolo a parte merita la sua lunga collaborazione con Sylvano Bussotti, del quale creò (in prima assoluta) i seguenti lavori: Nympheo (Genazzano, 1984), L'ispirazione (ruolo di Hanzo Lupo, Firenze, 1988), Nuit du Faune (Francoforte, 1991), Un poema del Tasso (Francoforte, 1991), Morte di Seneca (da Monteverdi) (Francoforte, 1992), Tieste (ruolo di Seneca, Roma, 2000), Rappresentazione della vita (RAI di Roma, 2003).
Per la BMG Ricordi incise il Nympheo di Sylvano Bussotti e Solo di Sandro Gorli, mentre per la Erato registrò il ruolo protagonista di Don Quichotte nell'opera Le chevalier imaginaire di Philippe Fénelon (tutti lavori, questi, in prima registrazione assoluta).

## Altri repertori
Si dedicò anche all'interpretazione di musica antica e barocca. In campo operistico interpretò Polyphemus in Acis and Galatea di Georg Friedrich Händel al Festival di Charleston, e cantò in oratori di Johann Sebastian Bach (Johannes-Passion), Alessandro Scarlatti (Abramo e Giuditta), Scipione Stella (Inni a cinque voci, da lui registrati per l'etichetta MR Classics), Antonio Caldara (di cui registrò La Clemenza di Tito per l'etichetta Bongiovanni) ed altri.
Tra le opere di repertorio, i suoi ruoli più significativi sono: Don Basilio nel Barbiere di Siviglia, Don Magnifico nella Cenerentola, Filippo Il in Don Carlos, Leporello in Don Giovanni,  Rocco in Fidelio, Titurel in Parsifal, Don Inigo in L'heure espagnole.

## Discografia
- Gioachino Rossini, La Cenerentola, con Lucia Valentini Terrani, incisione dal vivo al Teatro la Fenice di Venezia, Mondo musica LC 1507 MFOH 10321
- Alfredo Catalani, Dejanice, direttore Arrigo Guarnieri, Orchestra sinfonica della RAI di Milano, LP Unique Opera Records Corporation (1975)
- Antonio Smareglia, La falena, direttore Gianandrea Gavazzeni, Orchestra e Coro del Teatro Verdi di Trieste, CD Bongiovanni (1976)
- Franco Alfano, Sakúntala, direttore Ottavio Ziino, Orchestra sinfonica e Coro della RAI di Roma, CD MRF/Tryphon (1979)
- Francesco Morlacchi, Il barbiere di Siviglia, direttore Gabriele Catalucci, Orchestra In Canto di Terni, CD Bongiovanni (1991)
- Vincenzo Bellini, Adelson e Salvini, direttore Andrea Licata, Orchestra e Coro del Teatro Bellini di Catania, CD Nuova Era (1992)
- Philippe Fénelon, Le chevalier imaginaire, direttore Peter Eötvös, Ensemble Intercontemporain, CD Erato (1992)
- Sylvano Bussotti, Nympheo, direttore Mario Ruffini, Gruppo Italiano di Musica Contemporanea, CD Bmg - Ricordi (1992)
- Bruno Maderna, Satyricon, direttore Sandro Gorli, Divertimento Ensemble, CD Harmonia Mundi (1993)
- Sandro Gorli, Solo, direttore Sandro Gorli, Divertimento Ensemble, CD Bmg - Ricordi (1993)
- Vincenzo Bellini, Bianca e Fernando, direttore Andrea Licata, Orchestra e Coro del Teatro Bellini di Catania, CD Nuova Era (1994)
- Giacomo Carissimi, Ciclo completo integrale degli oratori di Giacomo Carissimi, direttore Flavio Colusso, Musicaimmagine Records MR10020, 9 CD, 1996
- Flavio Colusso, Humilitas, direttore Flavio Colusso, Ensemble Seicentonovecento, CD MR Classics (2003)
- Antonio Caldara, La clemenza di Tito, direttore Sergio Balestracci, Orchestra della Stagione Armonica, Camerata Polifonica Viterbese, CD Bongiovanni (2004)
- Flavio Colusso, Missa Sancti Jacobi, direttore Flavio Colusso, Cappella Musicale di San Giacomo, CD MR Classics (2005)
- Scipione Stella, Inni a cinque voci, direttore Flavio Colusso, Cappella Musicale Theatina, CD MR Classics (2005)
- Antonio Draghi, Oratorio di Sant'Agata, direttore Flavio Colusso, Cappella Musicale Theatina, Ensemble Seicentonovecento, CD MR Classics 10097 (2008)
- Giacomo Carissimi, Arion Romanus, direttore Flavio Colusso, Ensemble Seicentonovecento, CD MR/Brilliant (2008)
- Flavio Colusso, Missa Sancti Andreae Avellino, direttore Flavio Colusso, Cappella Musicale Theatina, CD MR Classics (2008)
- AA.VV. (Archadelt, Certon, Claudin, Courtois, Festa, Jacotin, Lheretier, Matias, etc.), La bella maniera: Il primo libro di Madrigali di Archadelt, Canzoni francesi e Mottetti, direttore Flavio Colusso, Ensemble Seicentonovecento, CD MR Classics (2008)
- Flavio Colusso, Te Deum - Recondita armonia di "Bellezze diverse", direttore Flavio Colusso, Cappella Musicale Theatina, Ensemble Seicentonovecento, Cappella Musicale di San Giacomo, Cappella Musicale della Cattedrale di Lucca, CD MR Classics (2009)